# 报福镇
报福镇是中华人民共和国浙江省湖州市安吉县下辖的一个镇。

## 行政区划
报福镇下辖以下村级行政区划单位：
兴福社区、汤口村、上张村、中张村、深溪坞村、洪家村、石岭村、景溪村、报福村、统里村和彭湖村。